# Sentfores (Vic)
Sentfores, dit popularment la Guixa, és un nucli de població del municipi de Vic (Osona), a la vall del riu Mèder, a l'oest de Vic. El 1932 es va annexar a Vic. L'església de Sant Martí de Sentfores es troba a l'extrem ponent del terme. Fou consagrada el 1150. Al segle xviii fou abandonada i es va erigir una altra església al raval de la Guixa. Al terme hi ha les ruïnes del castell de Sentfores.